# Дейвид Елефсън
Дейвид Елефсън на английски: David Ellefson е бивш бас-китарист и съосновател на траш метъл групата Megadeth.
Бандата се разпуска през 2002 г. 2 години по-късно Дейв Мъстейн отново събира групата, но без Елефсън. На 8 февруари 2010 г. Елефсън се завръща в Megadeth и взима участие в турнето на групата в Европа, което включва и концерта на бандата в България. На 24 май 2021 г. е изгонен от групата за 2-ри път поради секс скандал. Последният му концерт с Megadeth се провежда в България на 22 февруари 2020 г.